# Lessebo bibliotek
Lessebo bibliotek är kommunens bibliotek med huvudbibliotek i Lessebo och filialer i Hovmantorp, Skruv och Kosta. 
Lessebo bibliotek har sitt ursprung vid bruket och omnämns i räkenskaperna 1874. Då fanns det ett bokbestånd på 90 band i kategorierna  "Läsning för folket", "Andaktsstunder eller Christi betraktelser", "Svenska folkets sagohävder" samt "Historiska berättelser."
Den som ville låna fick betala 50 öre i inskrivningsavgift och fick då låna 1 band i 14 dagar.
Omkring sekelskiftet förmärktes en viss nedgång och biblioteket upphör tillfälligt.
Det återuppstår med hjälp av Lessebo Föreläsningsförening, 1906 köper man böcker för 269:-
och biblioteket blir så småningom en filial till kyrkans bibliotek.
1916 startades ABF:s studiecirkelbibliotek i Folkets hus, i det då nybyggda studiehemmet i Folkets park.
1952 sker en kommunalisering av biblioteket och biblioteket flyttar från Brukskapellet till Stationsgatan 10 där kantor Erik Blank var den förste föreståndaren. ABF:s bibliotek och köpingens bibliotek slås ihop.
1974 flyttas biblioteket till Cityhuset i Lessebo.
1999 beslutas att flytta biblioteket till Stationsgatan 2.
2010 beslutas att flytta biblioteket till Storgatan 51 A. Här fick biblioteket möjlighet till forskarrum, sagoscen, rum för ungdomar med Wii-aktivitet och filmvisning. Biblioteket fick även tillgång till ett eget café, i samarbete med det lokala konditoriet. Konstutställningarna i kommunen fick även ett nytt utrymme i biblioteket.
2019 Skruvs bibliotek blir kommunens första meröppna bibliotek. 